# Zhob
Der Zhob ist ein rechter Nebenfluss des Gomal im Westen von Pakistan.
Der Zhob entspringt in der Bergkette Kan Metarzai im Norden der pakistanischen Provinz Belutschistan. Er durchfließt die Ortschaft Muslim Bagh und wendet sich anschließend nach Osten und später nach Norden. Der Zhob durchfließt ein breites Hochtal, in welcher Wüstenvegetation herrscht. Er nimmt mehrere Nebenflüsse auf, die ihn über Schwemmkegel erreichen. Der Zhob fließt etwa 5 km westlich an der gleichnamigen Kleinstadt Zhob vorbei. Zwischen Muslim Bagh und Zhob folgt die Nationalstraße 50 dem Flusslauf des Zhob. Dieser verläuft meist in einer Entfernung von ca. 50 km von der afghanischen Grenze. Die letzten 10 km vor seiner Einmündung in den von der Gomal-Zam-Talsperre aufgestauten Gomal bildet der Zhob die Grenze zur Provinz Khyber Pakhtunkhwa.
Der Zhob hat eine Länge von ungefähr 400 km.
Ein Teil seines Wassers wird zur Bewässerung der umliegenden Agrarflächen genutzt.